# Мала Білка (річка)
Мала Білка — річка в Україні, у Старокостянтинівському районі Хмельницької області. Ліва притока Білки (басейн Дніпра).

## Опис
Довжина річки приблизно 9 км. Бере початок на північній стороні від Писарівки. Тече переважно на південний схід через Хижники і в Яремичах впадає у річку Білку, ліву притоку Случі.